# Baeus americanus
Baeus americanus är en stekelart som beskrevs av Howard 1890. Baeus americanus ingår i släktet Baeus och familjen Scelionidae. Inga underarter finns listade.